# The Silent Avenger (film 1927)
The Silent Avenger è un film muto del 1927 diretto da James P. Hogan. Prodotto dalla Gotham Productions, il film aveva come interpreti Ranger the Dog, Charles Delaney, Duane Thompson, George Chesebro.

## Trama
Stanley Gilmore, figlio del presidente di una ferrovia, abbandona una vita di baldoria per dedicarsi al lavoro. In viaggio nel Tennessee, suo compito sarà quello di assicurarsi il diritto di passaggio sui terreni che appartengono a Dave Wade, un allevatore del posto. Accompagnato dal suo cane, Thunder, Stanley incontra Dave, conoscendone anche la figlia Patsy.

Joe Sneed, lo scagnozzo di Bill Garton, ingegnere di una ferrovia rivale, nota l'arrivo di Stanley e progetta di rubargli alcuni importanti documenti. Ma Thunder sventa il tentativo. Garton, allora, informa lo sceriffo corrotto. Thunder, intanto, combatte contro un orso per salvare il piccolo Bud Wade e poi lo salva anche da Joe e lo sceriffo che lo vogliono annegare.

Il cane corre in soccorso del suo padrone che è stato rapito e mette a posto i criminali facendoli correre sul treno verso la morte. Stanley trova la felicità con Patsy e suo padre acquisisce il diritto di passaggio.

## Produzione
La lavorazione del film, prodotto dalla Gotham Productions, iniziò nel settembre 1926.

## Distribuzione
Il copyright del film, richiesto dalla Lumas, fu registrato il 2 agosto 1927 con il numero LP24264.

Distribuito dalla Lumas Film Corporation, il film uscì nelle sale statunitensi il 5 maggio 1927. Venne presentato a New York al Loew’s New York Theatre il 9 agosto 1927, mentre il 14 agosto venne proiettato in prima a Chicago all'Iris Theatre.
La Gaumont British Distributors lo distribuì nel Regno Unito: il film venne presentato in prima a Londra (8 settembre 1927) e poi nelle sale (13 febbraio 1928).

### Conservazione
Copia incompleta della pellicola è ancora esistente da quanto riportato negli archivi dell'International Federation of Film Archives (FIAF).